# مسرح طلال مداح
مسرح طلال مداح (أو مسرح المفتاحة سابقاً) هو مبنى مسرحي يقع في وسط مدينة أبها بمنطقة عسير جنوب غرب السعودية. افتُتح سنة 1997م ويتسع لحوالي 3800 شخص. ويعدُّ أكبر مسرح في دول مجلس التعاون. 
يقع المسرح في قرية المفتاحة التراثية (مركز الملك فهد الثقافي). تستخدم في المسرح أحدث التقنيات الصوتية والإضاءات، وقد أقيمت عليه العديد من المحاضرات والندوات والاحتفالات والمسرحيات والأمسيات الشعرية. يحتضن المسرح سنويًا حفل جائزة أبها السنوي. وجه وزير الثقافة السعودي في يونيو 2019 بإطلاق اسم الفنان طلال مداح على مسرح المفتاحة.

## التسمية
في 4 يونيو 2019 سُمِّي مسرح المفتاحة بمسرح طلال مداح، بتوجيه من وزير الثقافة السعودي بدر بن عبد الله بن فرحان. طلال مداح مغني وملحن وعازف عود سعودي، وهو أحد رواد الأغنية السعودية. وتعد هذه الخطوة تكريماً لمسيرته وإحياء لذكراه، على ذات المسرح الذي توفي فيه في عام 2000 إثر سكتة قلبية، أثناء إحيائه إحدى حفلات ليالي أبها.

## حفلات ليالي أبها
تقام حفلات ليالي أبها الغنائية منذ صيف 1998 إلى وقتنا الحاضر. حيث اعتلى خشبة المسرح العديد من الفنانات والفنانين المشهورين مثل طلال مداح،  ومحمد عبده، وأبوبكر سالم، وعبادي الجوهر، وخالد عبد الرحمن، وغيرهم.